# Jim McElroy
James Charles McElroy, detto Jim (Cotton Plant, 4 ottobre 1953), è un ex cestista statunitense, professionista nella NBA.

## Carriera
Venne selezionato dai New Orleans Jazz al terzo giro del Draft NBA 1975 (38ª scelta assoluta).